# Hidros 8: Heal
Hidros 8: Heal ist ein Jazzalbum von Mats Gustafsson & NU Ensemble. Die am 23. November 2016 im DE Studio, Antwerpen, entstandenen Aufnahmen erschienen 2022 auf Trost Records.

## Hintergrund
Mats Gustafsson hat sein NU Ensemble seit 1997 immer wieder aufgelegt, allerdings in acht aufeinander folgenden Versionen, die sich durch veränderte Besetzungen und Zugänge sowie andere Themen unterschieden. Auf dieser Aufnahme von 2016 spielen Gustafsson und Anna Högberg an den Saxophonen, Susana Santos Silva an der Trompete, Per-Åke Holmlander an der Tuba, Hedvig Mollestad an der Gitarre, Dieb13 an den Turntables, Christof Kurzmann (Loop-Effekte und Stimme), Massimo Pupillo am Bass, Gert-Jan Prins an Schlagzeug und Elektronik und Ivar Loe Bjørnstad am Schlagzeug.

## Titelliste
- Mats Gustafsson & NU Ensemble: Hidros 8: Heal (Trost TR 224)[2]

1. Heal Part 1 23:55
2. Heal Part 2 22:17

Die Kompositionen stammen von Mats Gustafsson.

## Rezeption

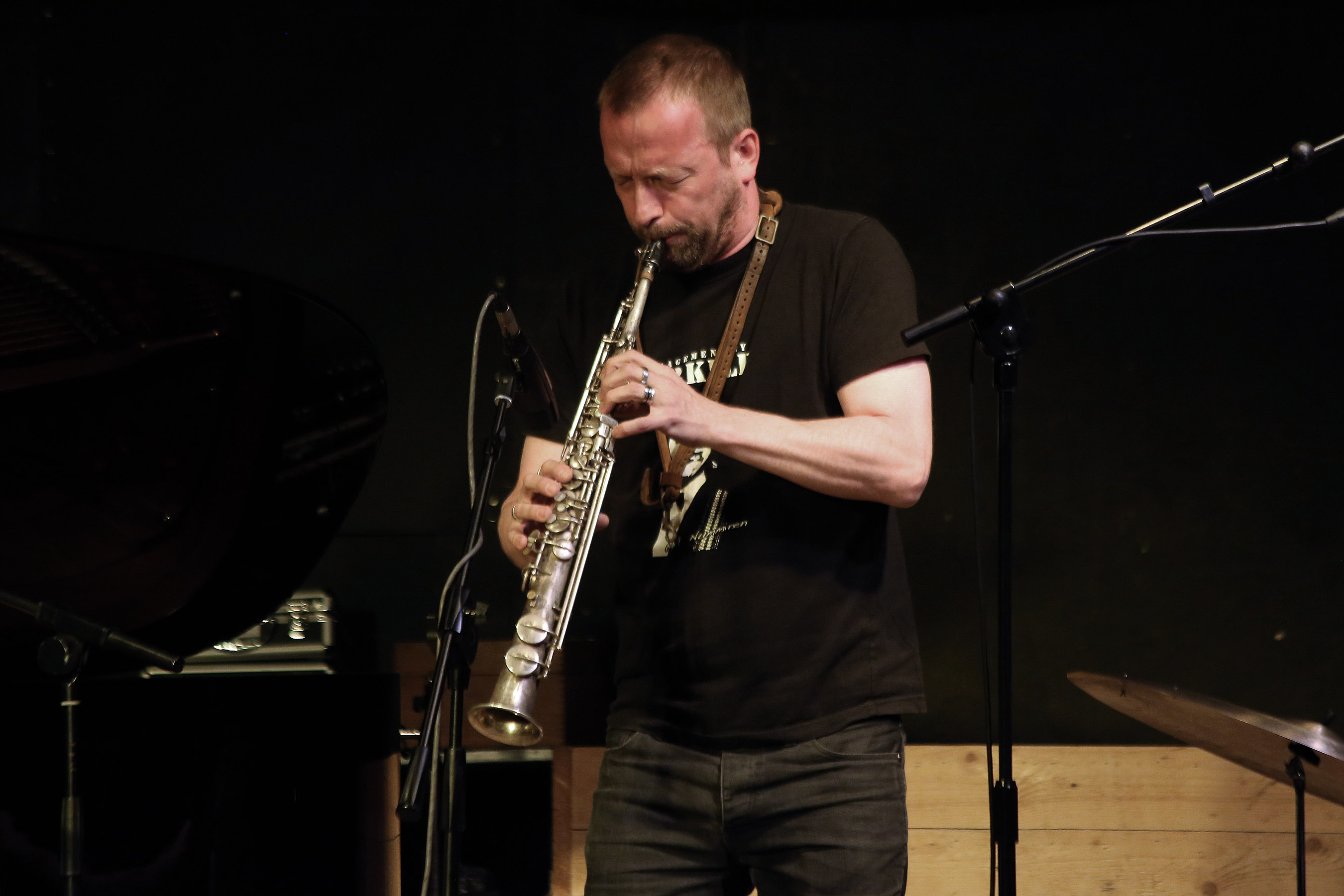
Mats Gustafsson bei einem Auftritt mit GUSH beim Ulrichsberger Kaleidophon 2013

Nicht anders als der Kreis der Gruppe sei auch die Musik amöbenhaft, urteilte Mike Borella (Avant Music News) – ohne strenge Grenzen und ständig wechselnd. Auf zwei langen Tracks führe Gustafsson seine Kollegen durch dichte angeleitete Improvisationen, nicht ganz frei geformt, aber mit zahlreichen offenen Passagen. Dies sei mit einem dicken Klangteppich gekoppelt, zu dem Blechbläser und Saxophone Hauptthemen vorgeben, während das Schlagzeugerpaar diese umgehe. Der zweite Track folge diesem Muster in ähnlicher Weise und vermische Komposition und Improvisation. Es beginne mit massiven Klangwänden der ganzen Gruppe, Kurzmann habe eine lange, aber unaufdringliche Spoken-Word-Passage, Mollestad steuere wieder stark zum musikalischen Geschehen bei, mit gezackten Riffs, und die Saxophon- und Blechbläser-Sektionen würden dazu kantige Lead-Passagen liefern.
Generell sei es eine gute Idee, jedes Album anzuhören, auf dem Mats Gustafsson ein großes Ensemble leitet, meint Dave Sumner (Bandcamp Daily). Seine Fire!-Orchesteraufnahmen würden zu den aufregendsten elektrischen Musikstücken gehören, denen man jemals begegnen werde, und während das NU-Ensemble mit einem schwereren Schritt und einer schubweisen Kadenz lande, konkurriere seine Intensität mit der seines Gegenstücks. So reite das Ensemble des Saxophonisten auf den Wellen in etwas, das leicht an Friedlichkeit erinnere, bevor der Zyklus von neuem beginnt; elektronische Effekte würden diesen Prozess mit großartigem Ergebnis ergänzen.